# Iglesia de San Antonio Abad (Fornells)

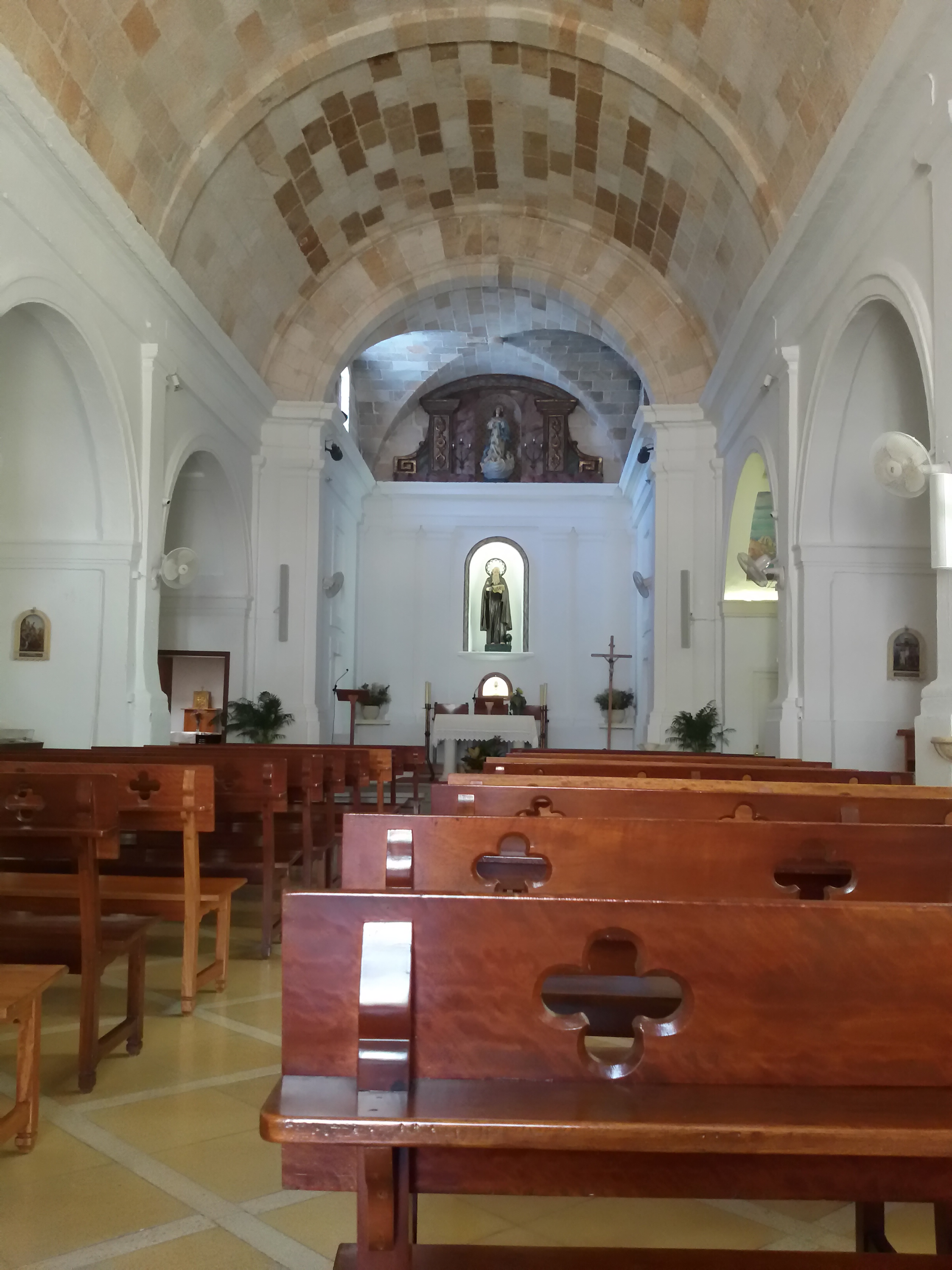
Interior

La iglesia de San Antonio Abad de Fornells, en menorquín Església de Sant Antoni Abat de Fornells, es una iglesia situada en el número 2 de la Calle de las Escuelas, en menorquín Carrer de Ses Escoles, que ejerce como parroquia de la localidad menorquina de Fornells perteneciente al municipio de Mercadal. Esta parroquia está adscrita al culto católico y pertenece a la Diócesis de Menorca. Recibe su nombre del monje y santo cristiano San Antonio Abad.
La Iglesia ya estaba levantada a mediados del siglo XVII, se da la fecha de 1639 como el año de su construcción, para dar servicio al pequeño arrabal que daba servicio al Castillo de San Antonio si bien con el aumento de población que experimento Fornells fue ampliada en el siglo XVIII.
La iglesia es de una construcción sencilla, similar a otras construidas en Menorca en la misma época. Es de una única nave con tres pequeñas capillas a cada lado.
La iglesia se puede visitar y la visita es gratuita.

## Cartografía
Hoja nº 618 de la serie MTN50 del  Insitituto Geográfico Nacional. (Descarga gratuita en formato digital en Centro de descargas del Centro Nacional de Información Geográfica)
«Centro de descargas del Centro Nacional de Información Geográfica» (en español, inglés y francés).